# Bragdernas man (film, 1942)
Bragdernas man (engelska: The Pride of the Yankees) är en amerikansk biografisk film från 1942 i regi av Sam Wood. Filmen är en hyllning till New York Yankees legendariska förstabasman Lou Gehrig, som dog ett år före filmens premiär, vid 37 års ålder, av amyotrofisk lateralskleros (ALS), som i Nordamerika kom att bli känd som Lou Gehrig's disease. I huvudrollerna ses Gary Cooper, Teresa Wright och Walter Brennan. Filmen mottog totalt 11 Oscarnomineringar.

## Rollista i urval
- Gary Cooper - Lou Gehrig
- Teresa Wright - Eleanor Gehrig
- Babe Ruth - sig själv
- Walter Brennan - Sam Blake
- Dan Duryea - Hank Hanneman
- Elsa Janssen - Mom Gehrig
- Ludwig Stössel - Pop Gehrig
- Virginia Gilmore - Myra
- Bill Dickey - sig själv
- Ernie Adams - Miller Huggins
- Pierre Watkin - Mr. Twitchell
- Harry Harvey - Joe McCarthy, manager
- Robert W. Meusel - sig själv
- Mark Koenig - sig själv
- Bill Stern - sig själv
- Addison Richards - coach
- Hardie Albright - Van Tuyl
- Edward Fielding - doktor på klinik
- George Lessey - New Rochelles borgmästare
- Edgar Barrier - doktor på sjukhus
- Douglas Croft - Lou Gehrig som pojke
- Gene Collins - Billy, 8 år
- David Holt - Billy, 17 år
- C. Montague Shaw - Mr. Worthington